# Caissonziekte
Caissonziekte, decompressieziekte of duikersziekte is een ziektebeeld dat zich kan voordoen bij mensen die, na onder verhoogde druk te hebben gewerkt, weer in een omgeving met een lagere druk terugkomen, zoals duikers of mensen in een vliegtuig na een snelle decompressie.

## Oorzaken
Oorspronkelijk (rond het laatste decennium van de 19e eeuw) werd de ziekte beschreven bij mensen die onder hydrostatische druk onder het wateroppervlak in grote duikerklokken (caissons) werkten aan de funderingen van bruggen. De oorzaak van de klachten is dat er tijdens het verblijf in een gasmengsel met hoge druk meer stikstofgas in het bloed en in de weefsels oplost dan normaal. Fysisch wordt dit verschijnsel beschreven met de wet van Henry. De stikstof wordt bij het terugkeren naar normale druk niet snel genoeg via de longen afgevoerd. De stikstof vormt dan belletjes in de bloedvaten, waardoor de bloedsomloop wordt gehinderd (embolie). Als zulke bellen in de hersenen ontstaan kan dit zelfs dodelijk zijn. 
Stikstofgas lost niet goed op in water, maar bij hoge druk neemt de oplosbaarheid toe. Tijdens het afdalen en het duiken op diepte lost stikstof op in het bloed en van daaruit in de overige weefsels van het lichaam. Hoe groter de diepte, hoe sneller de stikstof oplost. Hoe langer het verblijf, hoe meer ook slecht doorbloede weefsels (bijvoorbeeld kraakbeen) verzadigd raken met stikstof. Een duiker kan caissonziekte dus voorkomen door niet te lang en niet te diep te duiken (er lost dan weinig stikstof op) en door langzaam op te stijgen (het lichaam krijgt dan de kans de stikstof uit het bloed te "wassen" en via de longen af te voeren).

Schematische afbeelding van een caisson

## Symptomen
Verschijnselen zijn jeuk (de creeps), hoofdpijn, duizeligheid, pijn in de spieren en gewrichten (anders dan spierpijn door inspanning, de bends). Bij ernstige gevallen kan het slachtoffer buiten bewustzijn raken, verlamd raken (al dan niet tijdelijk) of zelfs overlijden.

## Behandeling en preventie
Behandeling van caissonziekte gebeurt in decompressiekamers (eigenlijk recompressiekamers), waar het slachtoffer zo snel mogelijk opnieuw in een verhoogde luchtdruk wordt geplaatst, om daarna de druk langzaam te laten dalen. Door het weer onder druk brengen worden de ontstane bellen kleiner en wordt het ontstaan van nieuwe bellen voorkomen. Met het onder druk inademen van zuivere zuurstof wordt de stikstof versneld afgevoerd. Er mag nooit geprobeerd worden een duiker die mogelijk aan caissonziekte lijdt zelf terug naar een diepte te brengen waar het stikstof makkelijker oplost, dit mag enkel in gecontroleerde omstandigheden gebeuren, dus in een decompressiekamer. Deze behandelmethodiek valt onder de hyperbare geneeskunde.
Het is voor de duiker mogelijk de stikstofopname te verminderen door tijdens het duiken een speciaal gasmengsel in te ademen waarin de stikstof geheel of gedeeltelijk vervangen is door een ander gas, bijvoorbeeld helium (Trimix), of waarbij de verhouding zuurstof-stikstof in het voordeel van het eerste aangepast wordt (Nitrox).
Een duikcomputer en duiktabellen helpen bij het plannen van een duik om stikstofverzadiging te voorkomen. Veel en/of diep duiken verergert het probleem: niet alle stikstof is aan het eind van een duik uit het lichaam verdwenen, zelfs niet als men zich aan alle voorschriften houdt.

## Decompressie in de luchtvaart

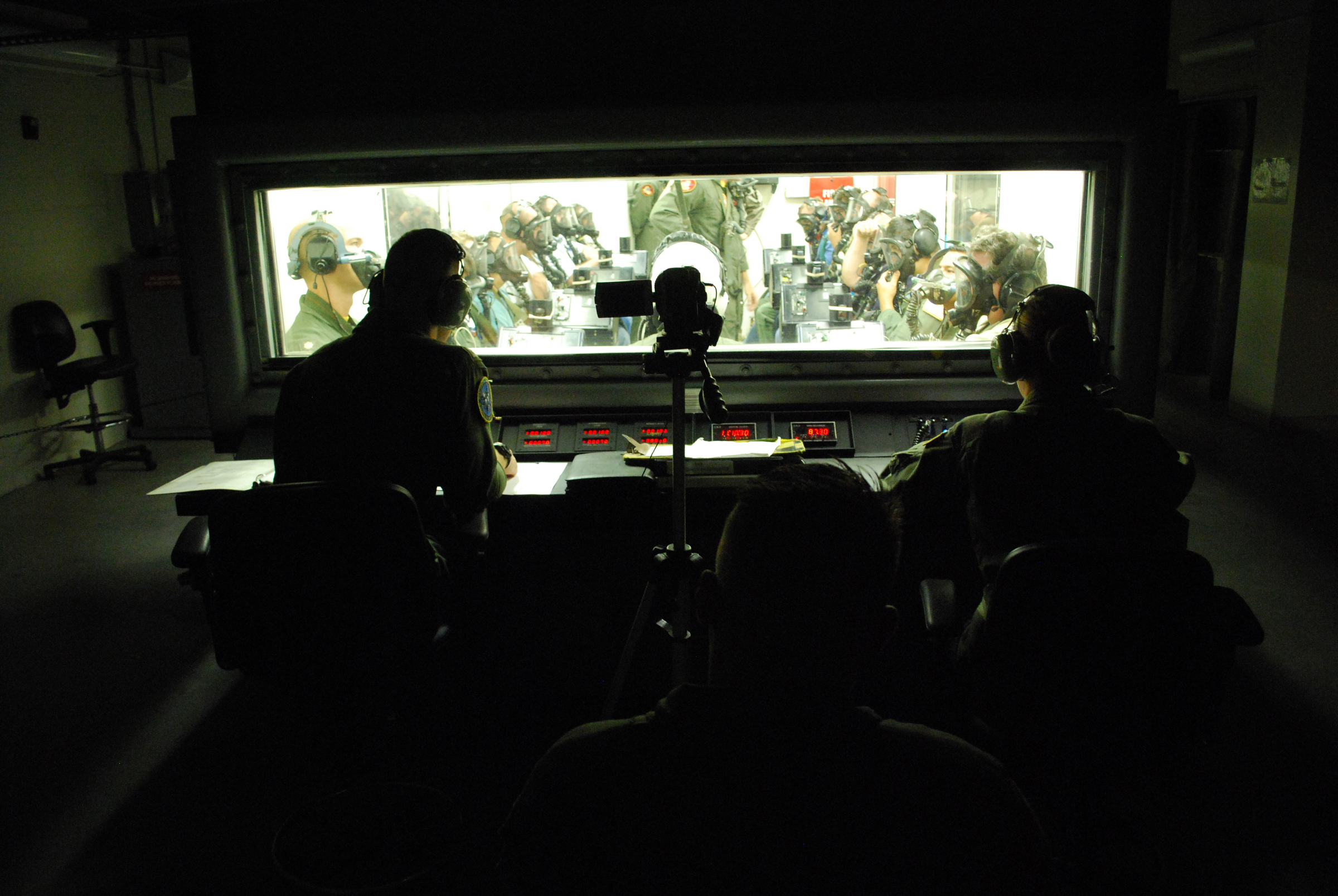
Inkijk vanuit een observatieruimte in een hypobare ruimte, waar rekruten van de US Navy hun persoonlijke symptomen van hypoxie leren kennen.

Behalve bij het duiken kan men ook in de luchtvaart decompressieziekte oplopen. Commerciële straalvliegtuigen hebben een drukcabine waarin de luchtdruk hoger is dan buiten. Wanneer de cabinedruk wegvalt, wordt de druk in de cabine plots fors lager waardoor belletjes in het lichaam zullen ontstaan. De zuurstofmaskers die vallen, helpen hier niet volledig tegen. Luchtvaartpersoneel wordt getraind op deze situatie, in een zogenaamde hypobare kamer of lagedrukkamer. In zo'n kamer ondervindt het personeel de verschijnselen van een lagedrukomgeving met hypoxie aan den lijve, maar deze training kan zelf decompressieziekte veroorzaken. Om dit te voorkomen worden alle inzittenden gepreoxygeneerd: iedereen krijgt dan enige tijd 100% zuurstof. Daardoor wordt de stikstof uit het lichaam verdreven en kunnen er minder bellen ontstaan. Decompressieziekte bij hypobare trainingen is op deze manier in de meeste gevallen te voorkomen.
Naast caissonziekte is zuurstofvergiftiging een zeldzame medische aandoening bij het beroepsduiken.

## Reizen en duiken
Omdat de druk in de cabine van een straalvliegtuig duidelijk lager is dan die op zeeniveau, is er een aanzienlijk grotere kans op decompressieziekte wanneer men weinig tijd neemt tussen het duiken en de vlucht. Daarom adviseert men pas te gaan vliegen 12 uur na een duik (24 uur als het om een decompressieduik gaat, of als men verschillende duiken heeft gemaakt in de dagen voor de vlucht).